# KRT23
La queratina, el citoesqueleto 23 tipo I es una proteína que en los humanos está codificada por el gen KRT23 .
La proteína codificada por este gen es un miembro de la familia de queratina. Las queratinas son proteínas de filamento intermedio responsables de la integridad estructural de las células epiteliales y se subdividen en citoqueratina y queratina capilar. Las citoqueratinas tipo I consisten enproteínas ácidas que están dispuestas en pares de cadenas de queratina heterotípicas. Los genes de citoqueratina tipo I están agrupados en una región del cromosoma 17q12-q21.